# Verre mercuré

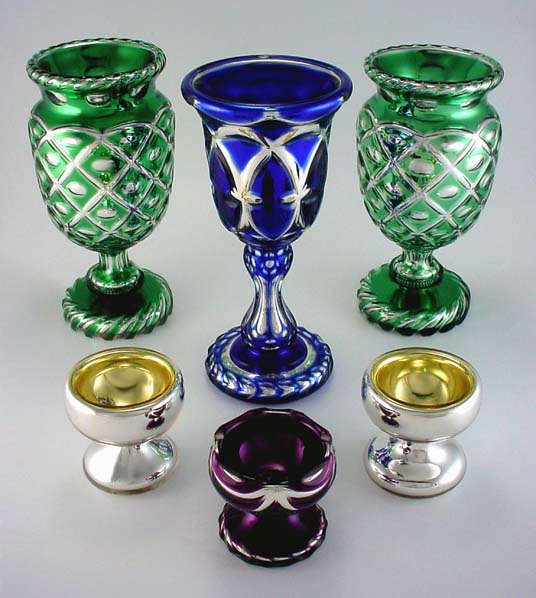
Un ensemble de coupes, de sucriers et de verres en verre mercuré.

Le verre mercuré ou verre mercurisé est une technique de verrerie destinée à donner un aspect argenté ou doré à un objet ornemental en verre. Parfois appelé « argent du pauvre », ou verre argenté, il a servi à créer des objets d'art et de la vie quotidienne. La dénomination d'argent du pauvre pourrait provenir du fait que les classes sociales peu aisées du XIXe siècle n'étaient pas à même de se procurer de l'argenterie et achetaient donc des objets en verre mercuré, moins chers.
Parmi les objets créés, on retrouve la plupart des pièces classique d'argenterie qui ne sont pas des couverts : essentiellement des bougeoirs, une part importante de vases, verres et récipients. Plus rarement des portes-perruque et des boules de Noël. Les boules de Noël en particulier apparaissent vers les années 1830, d'abord recouvertes à l'intérieur d'une pellicule de nitrate d'argent, puis de mercure en 1870.

## Origine du nom

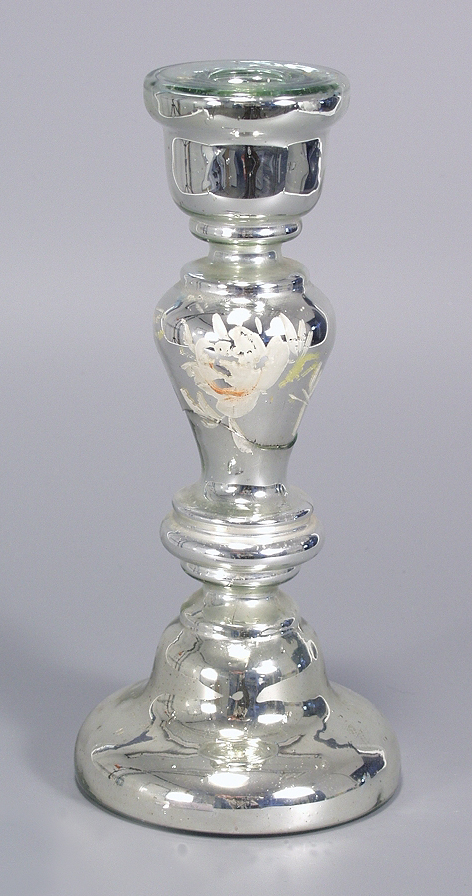
Bougeoir en verre mercuré argenté, du Freilichtmuseum.

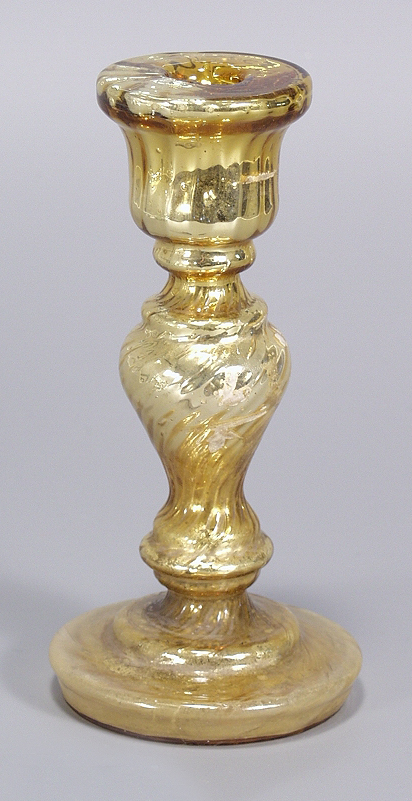
Bougeoir en verre mercuré doré, du Freilichtmuseum.

La technique de l'étamage, utilisée au XVe siècle pour réaliser des miroirs, utilisait déjà du mercure pour argenter le verre. L'étamage utilisait alors du mercure métallique, extrêmement toxique, ainsi que des feuilles d'étain. L'étamage, jugé long et dangereux, fut abandonné à partir de 1836, lorsque Justus von Liebig, un chimiste allemand, commença à employer des solutions d'argent pour recouvrir les verres et les argenter.
Les premiers verres mercurés, inspirés de l'étamage des miroirs, usaient d'une solution à base de mercure. Cette technique fut cependant abandonnée au profit du nitrate d'argent pour des raisons de coût, de santé et pour des raisons esthétiques, le mercure ayant tendance à rendre une réflexion déformée.
Il est fort probable que ce soit cette technique qui ait donné son nom aux verres mercurés, malgré l'abandon du mercure par la suite.

## Technique
Le verre mercuré est un verre soufflé à double paroi dont l'intérieur a été rempli d'une solution de nitrate d'argent avant d'être scellé. L'extérieur de ces objets était souvent peint, doré ou argenté, décoré de motifs floraux.
La pièce était d'abord soufflée et recuite (en), avec un trou laissé à sa base. La solution de nitrate d'argent était alors versée dans l'orifice puis remuée de façon à mouiller les parois et les couvrir avant d'être vidée. La pièce était alors scellée à sa base, sachant qu'il était primordial que la soudure soit totalement hermétique pour évider l'oxydation de l'argent et donc son noircissement. Des bouchons de verre ajustés au trou pouvaient servir à sceller la pièce, plusieurs compagnies utilisant ce bouchon pour y graver leur nom ou leurs initiales. Les bouchons de verre étant très chers et longs à faire, la plupart des compagnies scellaient les objets en verre mercuré par des bouchons prêts à l'emploi et peu chers, recouverts de papier et de cire.
La technique de fabrication a essentiellement évolué une fois que le mercure n'a plus pu être utilisé. Depuis, le verre mercuré est fabriqué en réalité par argenture du verre. Les reproductions récentes d'éléments en verre mercuré plus anciens sont facilement reconnaissable à leurs finitions sans défaut au niveau des cols de bougeoir par exemple, qui sont maintenant bien plus plats que sur les pièces artisanales du XIXe siècle. Par ailleurs le fond des objets d'époque était parfois fait en partie de plâtre, ce qui les distingue des pièces modernes.

## Production
Le verre mercuré était principalement créé en Bohême et en Moravie (notamment par Wilhelm Hofmann à Prague, Hugo Wolf à Jihlava et Albert Scheinost à Nový Bor), mais aussi en Angleterre et aux États-Unis durant la seconde moitié du XIXe siècle. Les verres de base utilisés pour être mercurés étaient différents selon le pays d'origine et, de ce fait, les ornements dépendaient aussi de la provenance de la pièce. En Europe, le verre prévalant était le verre sodocalcique usuel pour la verrerie quotidienne. En Angleterre et aux États-Unis, c'était plutôt le verre au plomb, le verre flint, qui était employé.

### En Europe continentale
Le marché du verre mercuré a sans doute été ouvert vers 1825 en Bohême avec la technique utilisant du mercure, remplacée vers 1840 par la solution au nitrate d'argent. De nombreuses entreprises virent le jour en Europe afin de répondre à la demande importante de pièces en verre mercuré. Les plus belles pièces jamais faites ont été attribuées à la Josef Janke & co., à Hugo Wolf ainsi qu'à Scheinost, bien qu'il soit difficile d'attribuer certaines des pièces qui n'avaient pas été marquées. Une part importante du marché se faisait à l'export, vers l'Amérique, l'Australie et l'Angleterre.
Le marché était suffisamment florissant pour qu'en 1874 la manufacture Scheinost emploie 200 personnes. De nombreux objets bon marché et de mauvaise qualité inondaient alors le marché, employant des habitants dans les villages pour décorer les pièces à peu de frais. C'est cette pratique qui donna aux pièces de la région une variété dans la technique décorative et une diversité des ornements qui en font une caractéristique distinctive des pièces anglaises et américaines.
Il demeure au XXIe siècle quelques fabriques artisanales de verre mercuré, désormais fait en argenture sur verre, situées en Moselle et en République tchèque.